# BattleTech: The Crescent Hawk's Revenge
BattleTech: The Crescent Hawk's Revenge est un jeu vidéo de tactique en temps réel développé par Westwood Studios et publié en 1990 par Infocom sur MS-DOS. Comme son prédécesseur BattleTech: The Crescent Hawk's Inception, publié en 1988, le jeu reprend l’univers de la franchise BattleTech. Contrairement à ce dernier, le jeu se déroule en revanche en temps réel.

## Accueil
| BattleTech 2          |      |       |
| Média                 | Nat. | Notes |
| Computer Gaming World | GB   | 3/5   |
| Dragon                | US   | 4/5   |
| Gen4                  | FR   | 88 %  |
| Joystick              | FR   | 86 %  |
| Zero                  | GB   | 87 %  |